# Numério Fábio Vibulano
Numério Fábio Vibulano (em latim: Numerius Fabius Vibulanus) ou Cneu Fábio Vibulano (em latim: Gnaeus Fabius Vibulanus) foi um político da gente Fábia nos primeiros anos da República Romana eleito cônsul em 421 a.C. com Tito Quíncio Capitolino Barbato. Foi também tribuno consular em 415 e 407 a.C.. Era filho de Quinto Fábio Vibulano, cônsul em 467, 465 e 459 a.C., e irmão de Marco Fábio Vibulano, cônsul em 442 a.C. e tribuno consular em 433 a.C., e de Quinto Fábio Vibulano Ambusto, cônsul em 423 e 412 a.C. e tribuno em 414 e 412 a.C..

## Consulado (421 a.C.)
Em 421 a.C., Numério Fábio foi eleito cônsul com Tito Quíncio Capitolino Barbato. A ele foi confiada a campanha contra os équos que, apesar de ter sido vitoriosa, foi recompensada com uma simples ovação.
| “ | Os conseguiram organizar pouco mais do que um arremedo de batalha e os romanos os derrotaram sem grande glória para o cônsul. Por isso, lhe foi negado um triunfo, mas por haver cancelado a lembrança da derrota sofrida por Semprônio, lhe foi permitido entrar na cidade com as honras de uma ovação. | ” |
|   | — Lívio, Ab Urbe condita IV, 3, 43. |   |

Em Roma, os senadores apresentaram a proposta de aumentar de dois para quatro o número de questores, mas retiraram-na depois que os tribunos da plebe, aceitando-a, propuseram que um destes novos questores fosse escolhido entre os plebeus. Ainda assim, as tensões no final do mandato são tamanhas que se faz necessário que o Senado nomeie um interrex para assegurar a realização das eleições consulares. Lúcio Papírio Mugilano, eleito para esta função, consegue eleger finalmente os tribunos do ano seguinte.

## Primeiro tribunato (415 a.C.)
Em 415 a.C., Numério Fábio foi eleito tribuno consular com Caio Valério Potito Voluso, Públio Cornélio Cosso e Quinto Quíncio Cincinato. Naquele ano, os bolanos atacaram os colonos romanos de Labico, colônia fundada no ano anterior, esperando o apoio dos équos, que acabaram não intervindo. Foram facilmente derrotados pelos romanos:
| “ | Mas, enquanto esperavam que todos os équos chegassem e defendessem seu crime, perderam terras e cidades numa guerra que não merece nem ser descrita pois não resultou em nenhum cerco e apenas uma batalha. | ” |
|   | — Lívio, Ab Urbe condita IV, 4, 49.. |   |

Depois da conquista da cidade, o tribuno da plebe Lúcio Décio propôs enviar colonos, como foi o caso de Labico em 419 a.C., mas sua proposta foi vetada por seus colegas.

## Segundo tribunato (407 a.C.)
Numério foi eleito tribuno novamente em 407 a.C., desta vez com Lúcio Fúrio Medulino, que já havia sido cônsul duas vezes, Caio Servílio Estruto Aala e Caio Valério Potito Voluso, também em seu segundo tribunato consular. Todos eram patrícios e já haviam ocupado o cargo máximo da magistratura romana antes.
Terminada a trégua com Veios, Roma enviou uma embaixada para obter retribuição pelos danos sofridos:
| “ | Quando chegaram na fronteira, encontraram a delegação de Veios. Um pedido foi feito de que ninguém fosse até Veios antes que eles fossem apresentados ao Senado Romano. E o Senado, por causa dos duros combates travados com os veios, concede que não será necessária nenhuma compensação, pois isto seria lucrar com a desgraça alheia. | ” |
|   | — Lívio, Ab Urbe condita IV, 4, 58. |   |

Os romanos, porém, por causa da lentidão na tomada de decisões, perderam a guarnição de Verrugine, que foi massacrada pelos volscos e équos. O exército enviado para ajudar chegou atrasada e não pode fazer nada além de vingar a guarnição, massacrando o inimigo, surpreendido enquanto saqueavam a cidade.